# Girolamo da Treviso

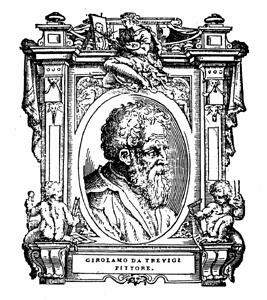
Retrat de Girolamo da Treviso a Le Vite de Vasari.

Girolamo da Treviso -també conegut com a Girolamo di Tommaso da Treviso il Gióvane i Girolamo Trevigi-, fou un pintor del Renaixement italià. Va néixer a Treviso (Vèneto) el 1508 i va morir a Boulogne-sur-Mer (França) el 10 de setembre de 1544. Va començar la seva carrera artística, potser com a deixeble de Piermaria Pennachi.
Estilísticament se l'associa amb l'estil giorgionesco i l'escola bolonyesa i mentre treballava a Bolonya durant els anys 1520, es nota la influència de L'èxtasi de Santa Cecilia de Rafael. A Bolonya, va realitzar la decoració escultural del portal de la basílica de Sant Petronio i les pintures en grisalla de l'interior. Va treballar també a Gènova, Faenza, Trento, Pàdua i al Palazzo del Te a Màntua.
L'arquitecte i escriptor italià Giorgio Vasari (1511-1574), a la seva obra Vides dels més excel·lents pintors, escultors i arquitectes, diu que Girolamo va viatjar a Anglaterra per treballar com a enginyer militar d'Enric VIII. Allà va treballar també com a pintor de la cort dels Tudor, on va realitzar Una al·legoria protestant per a la Col·lecció reial, que mostra a diverses personalitats aixafant amb grans pedres al Papa estirat a terra.
El 10 de setembre de 1544, mentre Girolamo estava treballant com a enginyer militar per al rei Enric (que realitzava la seva segona invasió a França]), va ser mort per una bala de canó, (que en aquesta època només eren boles de ferro, sense explosius) durant el primer setge de Boulogne-sur-Mer,(entre el 19 de juliol i el 18 de setembre de 1544).